# Grabhügelnekropole Beilingen
Koordinaten: 49° 56′ 58″ N, 6° 40′ 17″ O
Die Grabhügelnekropole Beilingen ist ein vor- sowie römisches Grabfeld in der Ortsgemeinde Beilingen im Eifelkreis Bitburg-Prüm in Rheinland-Pfalz.

## Beschreibung
Es handelt sich um eine ausgedehnte Grabhügelnekropole wenig südöstlich von Beilingen.
Die Hügelgräber stammen aus der Zeit der Hunsrück-Eifel-Kultur (HEK) bis rund 500 v. Chr.  sowie aus der Zeit der Römer, genauer aus dem 2. Jahrhundert n. Chr.

## Archäologische Befunde

### Vorrömische Bestattungen
Die Nekropole nahe Beilingen wurde in den Jahren 1938 und 1939 durch das Rheinische Landesmuseum Trier vollständig ausgegraben und untersucht. Der Umfang des Gräberfeldes beläuft sich auf insgesamt 49 Grabhügel. Anhand der Untersuchungen konnten die Gräber den verschiedenen Stufen der HEK zugeordnet werden. Es wurden sowohl Körper- als auch Brandgräber unterschiedlichen Typs beobachtet, unter anderem auch Scheiterhaufengräber. Als besonderes Grab stieß die Bestattung in Hügel 10 hervor. Hierbei handelt es sich um eine Körperbestattung in einer Holzkammer von 1,8 auf 1,5 m Größe. Das Grabinventar bestand aus einer Eisenlanze sowie einem Schwert mit einer Scheide aus Eisen. Ein ähnliches Schwert konnte auch in Hügel 37 gesichtet werden.

### Römische Nachbestattungen
Zwei der 49 Hügel wiesen im Zuge der Untersuchungen Nachbestattungen aus römischer Zeit auf. Hügel 11 enthielt im südwestlichen Mantel einige Nachbestattungen. Konkret handelt es sich um Brandgrubengräber, Urnengräber sowie Aschenkisten, die jeweils mit Steinplatten umstellt waren. Die Funde innerhalb dieser Gräber waren recht spärlich, erlaubten jedoch die Datierung in das 2. Jahrhundert n. Chr. Weitere Nachbestattungen aus römischer Zeit fanden sich zudem in Grabhügel 37, der als Erstbestattung ein Scheiterhaufengrab der Frühlatènezeit mit einer Grabgrube von 2 auf 3 m aufwies.

## Erhaltungszustand und Denkmalschutz
Die Grabhügelnekropole ist nach den Untersuchungen und der Bergung der Funde nicht mehr vor Ort erhalten. Die Nekropole befindet sich zudem heute innerhalb einer landwirtschaftlich genutzten Fläche.
Die Nekropole ist als eingetragenes Kulturdenkmal im Sinne des Denkmalschutzgesetzes des Landes Rheinland-Pfalz (DSchG) unter besonderen Schutz gestellt. Nachforschungen und gezieltes Sammeln von Funden sind genehmigungspflichtig, Zufallsfunde an die Denkmalbehörden zu melden.